# ハンブルク市民軍

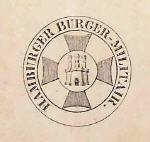
ハンブルク市民軍の紋章。

ハンブルク市民軍（独: Hamburger Bürgermilitär）、あるいはハンザ市民防衛軍（独: Hanseatische Bürgergarde）とは1814年に創設され1868年まで存続した、帝国自由都市ならびに自由ハンザ都市ハンブルクの防衛戦力である。それは兵役義務を有する市民で構成されていた。

## 市民警備隊、ハンザ義勇軍、ハンブルク駐屯部隊およびハンブルク歩兵連隊
ハンブルク市民軍は、時代によって他の防衛組織と並びつつハンブルクに存在してきた。その構成部隊は、常設のハンブルク駐屯部隊と異なり、兵舎に置かれなかった。これらが共存した理由は、その性質の違いにある。ハンザ都市の支配層（ハンゼアート (Hanseaten (class)) ）は、規則的に将校団を構成してきた都市貴族に依存する一方、ほとんど旧来の住民に占められた兵卒を忌避していた。ハンブルクは危機の際、防衛施設に充分な兵員を配置して防戦するためにこれらの部隊を必要としていたものの、これのみに依存することを望まなかったのである。
危機に対する第二線部隊としてのハンブルク市民軍は、とりわけ構成員が費用を自弁せねばならなかったことから、他の手段を取る場合に必要となる常備軍の増強より安くついたのである。ハンブルクは13世紀末から事実上の自衛権を保持していた。そのため他の地では、例えば諸侯に外交的な地位向上の手段を渡さないため追求された、市民の武装化とは無関係であった。しかし市民の方でも、市参事会 (de:Senat der Freien und Hansestadt Hamburg) によって、容易に自らに向けられることのない部隊の保持を重視していた。
この市民軍は「市民警備隊（Bürgerwache）」と呼ばれ、その窮状から「一般に認知され、風刺画に許されたお笑い種（ „allgemein anerkannte und in Karikaturen verstattete Lächerlichkeit“）」と言われた、ハンブルク市による応召市民部隊の伝統に無いものであった。後の市民軍の将校団が商人や富裕市民の専門分野だった反面、市民警備隊の士官は「主として中流および低所得層の市民出身」だったのである 。市民軍は、市民警備隊と異なる広範な武装市民団、すなわち民兵団であった。それに対し、市民警備隊は外敵に対する防衛よりも、主として社会の保全に寄与する警察的な役割を引き受けていたのである 。
この市民警備隊は1810年まで存続し、フランスによる占領時代 (de:Hamburger Franzosenzeit) に占領軍によって解隊された。
「ハンザ義勇軍 (Hanseatische Legion) 」はハンブルクの一時的な解放者の一人、テッテンボルン (Friedrich Karl von Tettenborn) 大佐がナポレオン1世との戦いに赴くべく、ハンブルク市民軍の前身組織と並行する形で創設した義勇部隊であった。同隊は帰還してくるフランス軍に対し、ハンブルク市参事会が抱いた根拠ある恐怖ゆえに、ロシア帝国軍 (Imperial Russian Army) に従って戦った。これはハンブルクへ報復する口実を、フランス軍に与えないための処置である。隊を構成したのはハンブルク市民だけではなく、ブレーメンとリューベックの市民も加わっている。
1867年、北ドイツ連邦への参加をもってハンブルクは自衛権を放棄し、ひとまずプロイセン軍 (Prussian Army) の二個大隊を迎えねばならなかった。ドイツ連邦軍 (Bundesheer (Deutscher Bund)) へハンブルクが派遣していた部隊は解隊され、ハンブルク守備隊（都市軍）の下士官と兵は新設の第76「ハンブルク」歩兵連隊（ハンザ都市第2連隊）へ編入された。
これと並んでハンブルク市民軍は1868年、最終的に解隊されるまで一年間存続した。

### ハンブルクの他の部隊の画像

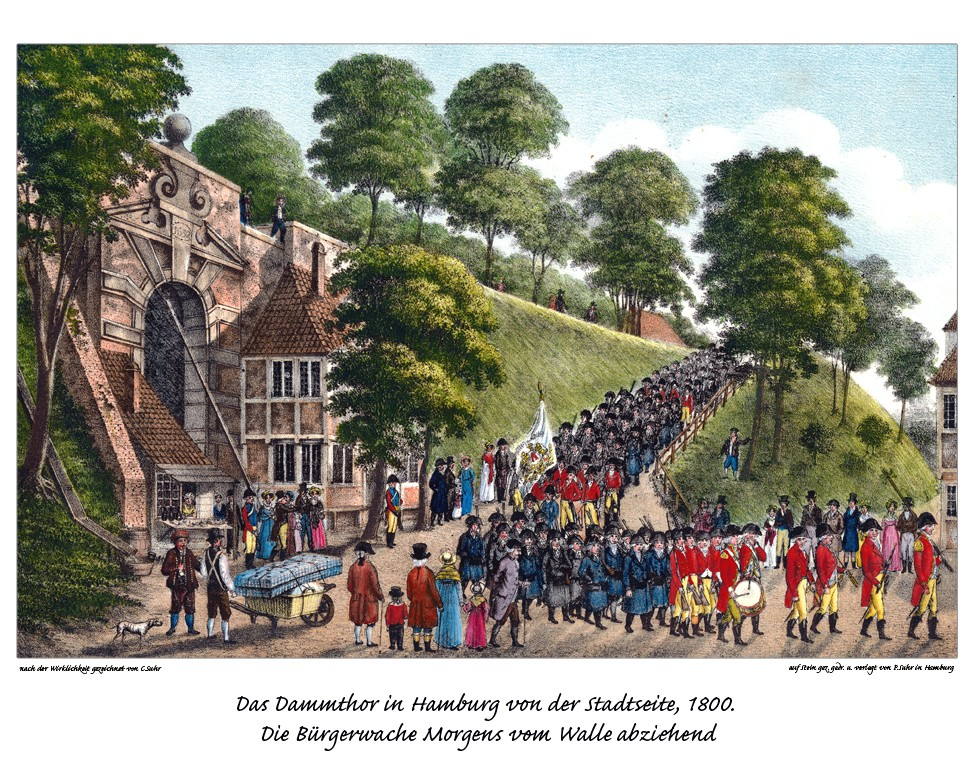
ハンブルク市民警備隊
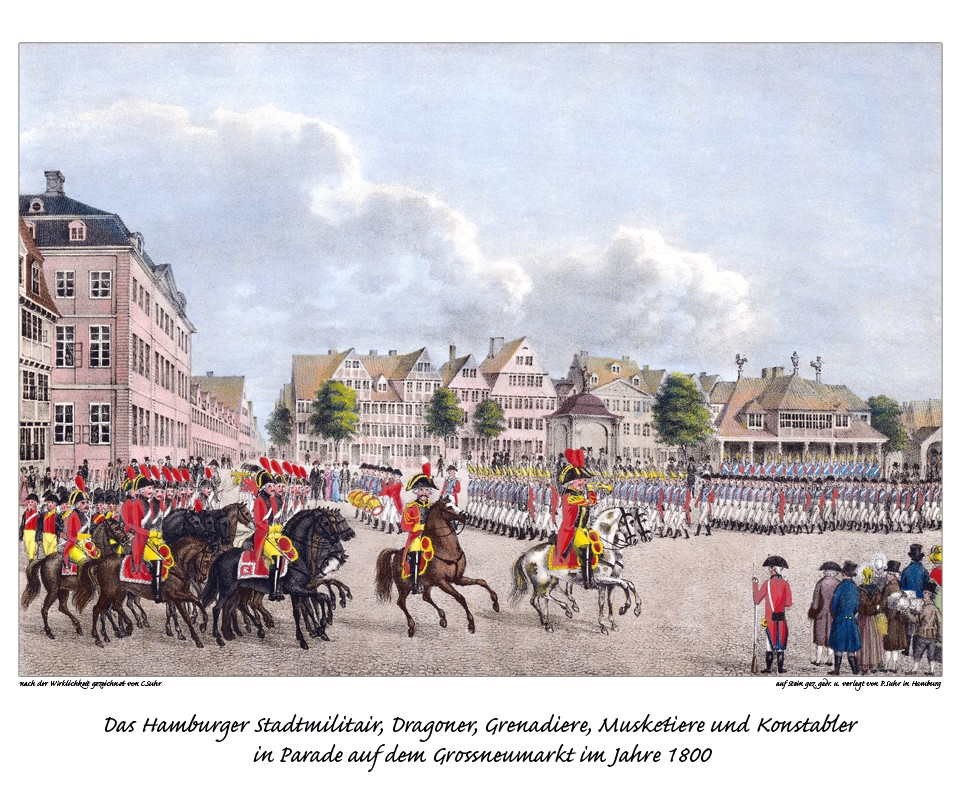
ハンブルク市守備隊
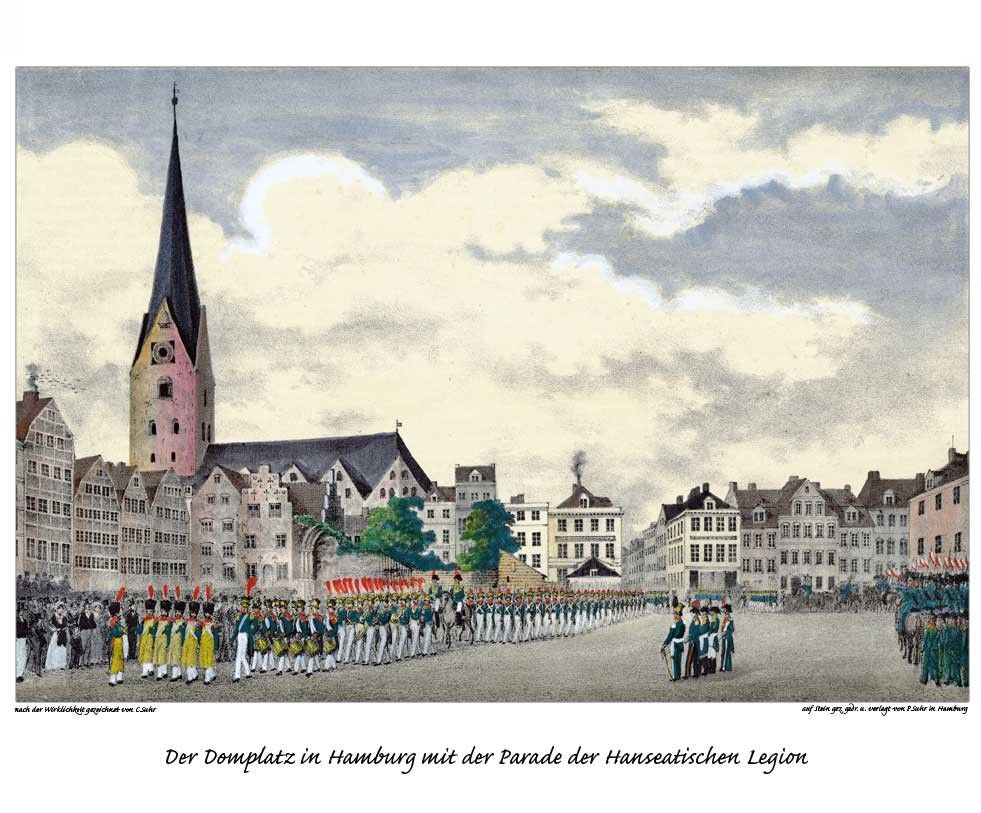
ハンザ義勇軍

## 隊史

### 創設

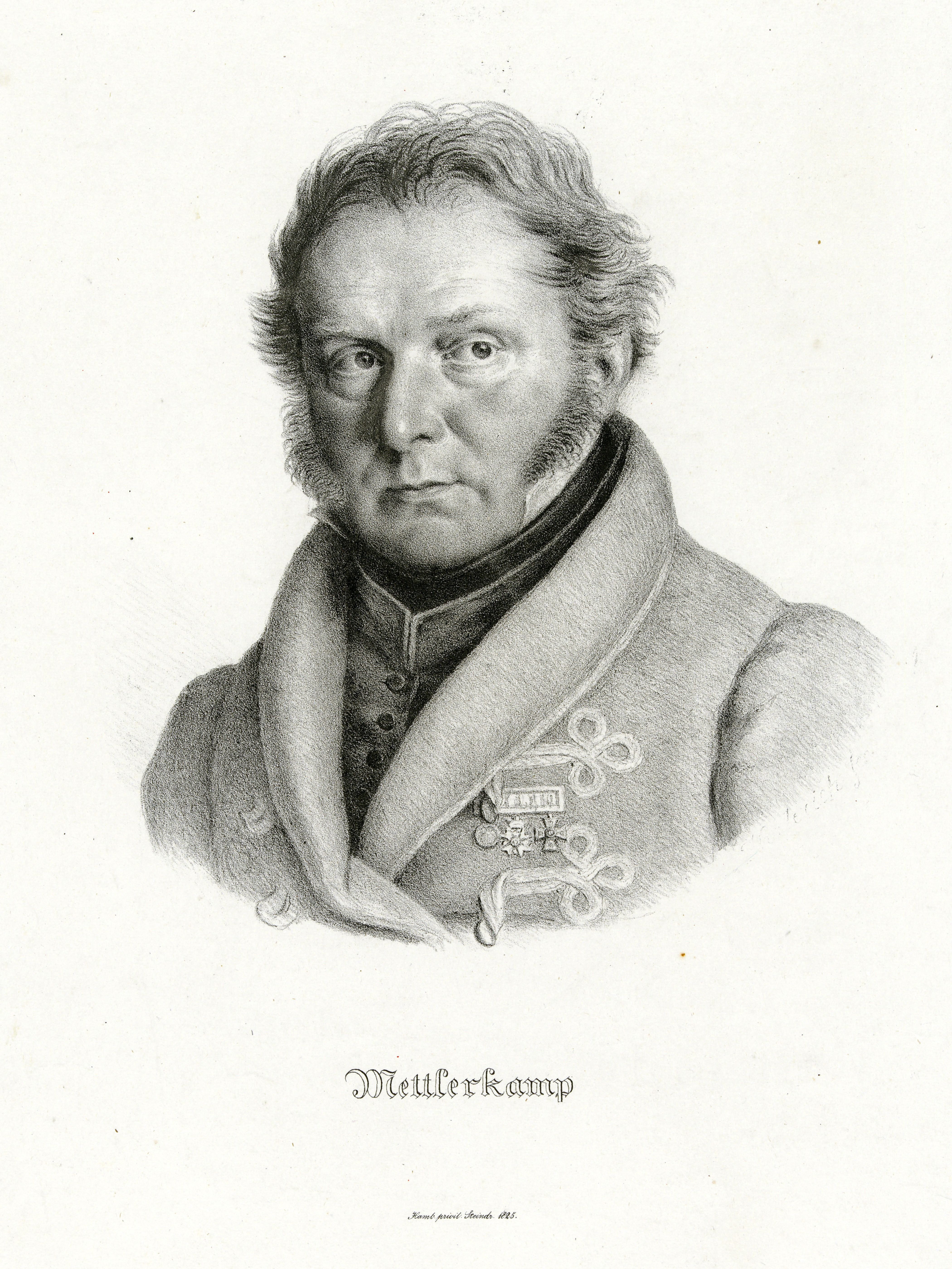
ダーヴィット・クリストファー・メットラーカンプ

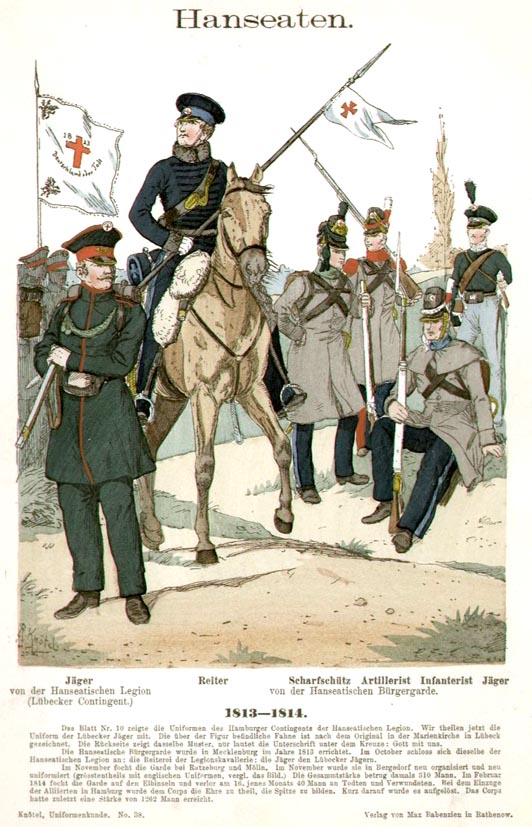
ハンザ義勇軍 (リューベックからの派遣部隊）とハンザ市民防衛軍（1813年）。

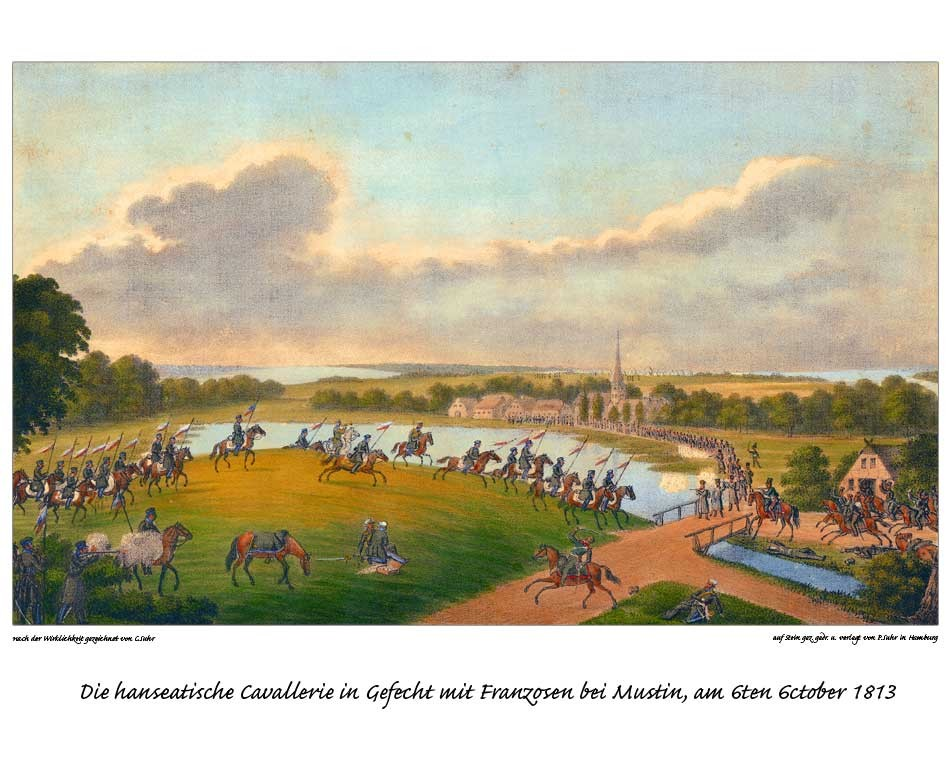
ムスティーンの戦いにおけるハンザ都市の騎兵（ハンブルク市民防衛軍とハンザ義勇軍の混成部隊、1813年）。

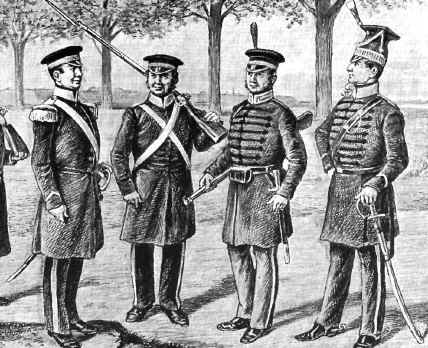
ハンブルク市民防衛軍（1830年）

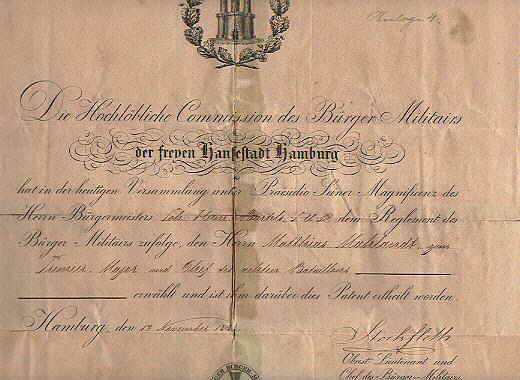
ハンブルク市民防衛軍の少佐の任命状。

すでにハンブルクがフランスに占領されていた時代から、ダーヴィット・クリストファー・メットラーカンプ (de:David Christopher Mettlerkamp) （1774年-1850年）やフリードリヒ・クリストフ・ペルテス (Friedrich Christoph Perthes) （1772年-1843年）はその他の者とともにナポレオンのロシア遠征が失敗に終わった後、計画していた蜂起に向けて有力な部隊の創設を推進していた。というのも、かつての市参事会が採っていた中立政策により、ハンブルクは外部から非常に限定的な来援しか期待できなかったのである。この点は、1813年5月にヴァンダム将軍が同市の再攻略を成功させた時、明らかになった。
この後、メットラーカンプは「ハンザ市民防衛軍」の指揮官に就任した。それはフランスに対する戦争に参加した「ハンザ義勇軍」と異なり、ハンザ都市の解放にのみ投入されるものとされた。
同防衛軍は、ダヴー元帥に占領されたハンブルクの攻囲戦に参加し、元帥の撤退後にベンニクゼン (Levin August von Benningsen) 大将率いる部隊の先頭に立って町を解放している。
かつての市民警備隊を復活させるか、それとも市民軍を創設するかの議論において純粋な市民警備隊の支持者は、兵役が生計を立てる機会に制約が加えることを指摘し、ハンブルクの軍備のさらなる強化に反対した。それに対して戦場から戻り、市民警備隊を過去の遺物と見ていたハンザ市民防衛軍の士官は時代の精神を体現していた。そのためメットラーカンプは1814年6月3日、市民防衛軍を新たに編成する任務を託される。
戦後に自ら解隊されていった市民軍、復活した市民警備隊やハンザ義勇軍の帰還兵と競合する中で、彼は挫折してしまう。しかし、それも市参事会が1814年9月10日に20歳から45歳までの、ハンブルクの全住民が対象となる兵役法を制定するまでであった。この改革を推進したのは市民警備隊の窮状と、「一般に認知され、風刺画に許されたお笑い種」と言われたその実態であった。
この市民軍は、正当性を解放戦争の経験に求めている。「ハンブルク市民軍はハンブルクの特別法のみならず、1813年に再編された全ドイツ的な国民武装にもその根拠がある。」兵役に関する見解が「君主制や共和制を敷く諸国で非常に異なっていても、自由人の武装権には深くドイツの本質に根拠があり、またあり続けるのである。。」

### 1842年のハンブルク大火
ハンブルク市民軍は、とりわけドイツ連邦軍を構成する他の部隊との間で多くの美しからぬ事件を経験していたが、1842年のハンブルク大火では活躍した。ハンブルクの行政機関が決断力、指導力と専門知識の欠如を露呈する中、多くの者が町で略奪に勤しんだ。言うまでもなく「市民防衛軍、（中略）特に将校団が充分な兵力を率いて居た所では、よりわずかな力で、白刃を用いつつも賊の撃退に成功したのである“。」
市内の救いがたい混乱と行政の失敗に直面し、「無思慮に駆け回り、避難し、逃げ惑うハンブルクの全住民」と一線を画した事実は防衛軍士官の権威向上と、兵員の献身に寄与した。

### 1848年革命
ハンブルク市民軍は1848年から1849年の革命の間、あまり幸運に恵まれていない。部隊の指揮の質を巡る、将校団内部の諍いは最終的にシュトックフレート大佐と猟兵大隊の指揮官、ケスラー少佐の決闘に繋がった。市民軍がいかに任務を遂行するのかという問題や、政治的な緊張もその各部隊に波及する。
1848年の市民軍規定によれば、以降は下士官と士官を兵卒から選出することとなった。これで経済的に、飲食を豊富に提供できる者が有利となる。そのためこの選出法は、平穏が戻ると1849年の末に廃止された。
1849年、シュレースヴィヒ＝ホルシュタインの戦場から来たプロイセン王国の部隊が町に駐留すると、ゲンゼマルクト (de:Gänsemarkt) の哨所は市民軍の兵と暴徒に襲われた。市民軍の部隊は翌朝まで、この暴動を鎮圧できなかった。
しかしその時以外、市民軍は秩序の維持を果たし続けた。不満を背景とするデモは、市民の3/4が市民権や、さらに著しく全ての参政権から遠ざけられている現状の下、とりわけ危機の際に繰り返し発生していた。「市民軍の所属者は特権階級に属していたので、彼らはほとんどの場合、大商人の利益によって決まった市政の方針に従っていたのである。」

### 1854年における最後の改革
市民軍の最後の改革は、1854年の3月に実施された。その際、将校団は緊急時に警察長官が市民軍を召集できるという規定の成立を阻む。さもなければ、市民軍は有給の警察部隊と同列の存在になるからであった。市民軍が警察の補助部隊となるのを避けるべく、領域防衛の任務も固持された。またドイツ連邦からの派遣部隊と市民軍が共同で任務にあたる際には、市参事会が指揮を執ることになった。競合による諍いを回避するためである。争いを起こした者が、一般の兵士に降格されるという規定は維持された。そのため商業的な成功や失敗と、市民軍における昇進には非常に密接な関係があり続けたのである。

### 存在意義の喪失と解隊
1849年以降、市民軍の政治的な存在意義は失われ、その任務は次々に縮小されていった。また、軍事的な進歩にも追随できなくなっていた。礼儀作法や代表機関としての問題も次第に大きくなる。1866年、ハンブルクが北ドイツ連邦の軍事同盟に参加するとドイツ連邦軍への派遣部隊は解散し、第76「ハンブルク」歩兵連隊 （ハンザ都市第2連隊）に再編される。
この軍事体系に、もはや市民軍は適応できなかった。僅差で採択された市議会からの提言を受け、市参事会は10日間に14,000の署名を集めた反対運動にもかかわらず、「多くの市民の家族が誇りを見出していた」市民軍の解散を決定する。これは1868年7月30日、実行に移された 。 「ハンブルク市民軍とともに、解放戦争の時に生まれた民主的な、ただ防衛に専念する組織という着想の産物が、ドイツで最後に消滅した。」
この第76歩兵連隊は1866年10月30日にブロンベルクで創設され、1867年10月1日以降は同年6月27日の協定に基づき、解隊されたドイツ連邦軍の内、ハンブルクおよびリューベックからの派遣部隊所属者を受け入れている。続いて北ドイツ連邦が成立すると、ハンブルクは自衛権を放棄した。

## 組織構造
ハンブルクでは、7個大隊が編成された。各大隊は6個中隊、1個猟兵大隊および1個狙撃兵中隊によって構成されている。さらに1個大隊が市壁外のザンクト・ゲオルクに、他の1個大隊が郊外に配された。1個中隊の兵力は歩兵の場合200名で、猟兵および狙撃兵部隊の場合は100名である。さらに規定上では、1個砲兵軍団と1個騎兵軍団が創設されることになっていた。1840年以前、市民軍の指揮は中佐が執ることとされていたが、以後は大佐に変更されている。大佐の下には4名の少佐および4名の副官から構成される参謀本部が配された。各大隊の指揮官は少佐が務め、中隊長の階級は大尉であった。継続性と専門性を確保するため、俸給を受け取っていたのは市民軍司令、検察官、鼓笛隊 (Drum major) と砲兵隊の幹部である。
士官は選抜された。市民軍司令は市民軍委員会が提出した提案表に基づき、市参事会が任命した。少佐と大尉を選んだのは市民軍委員会であり、少尉と中尉を選抜したのは大隊長と中隊長が構成する、市民軍司令の諮問委員会であった。これによって市民軍は士官の選出に際し外部からの干渉を充分に退け、個々の大隊において完全に閉鎖的な将校団を養成することができたのである。「町で最も名声の高い市民は当時、かくも煩わしい勤務において喜んで士官を務めたのである。」
勤務規定に拠れば「士官と下士官は勤務時を除いて、自身に従う市民と同格であることを絶対に忘れてはならない」。それにもかかわらずこの勤務規定は、本質的に規律への違反に対する罰則を定めており、実際には兵の規律を罰金や禁錮刑で保った一方、士官や下士官には降格や不名誉除隊に処される可能性があった。

### 1853年以降の兵科と制服

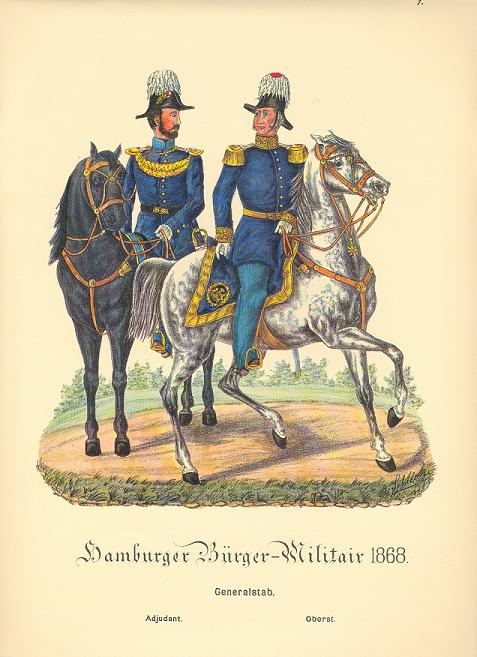
参謀本部
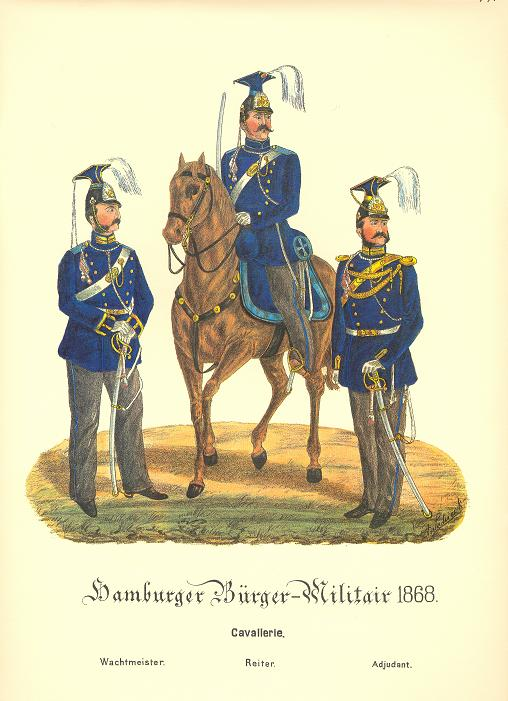
騎兵
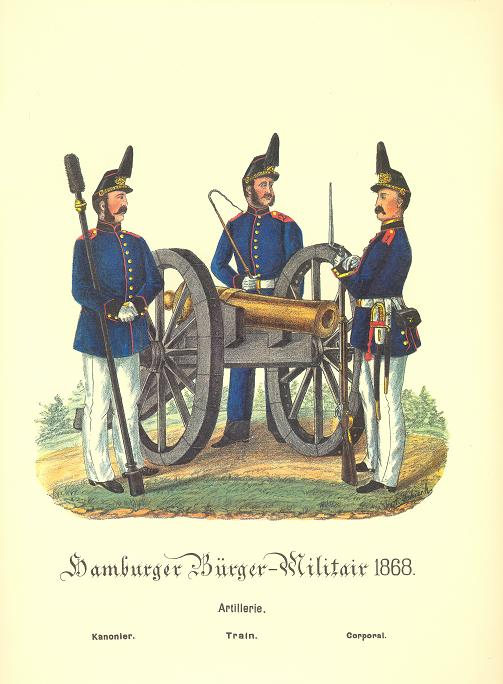
砲兵
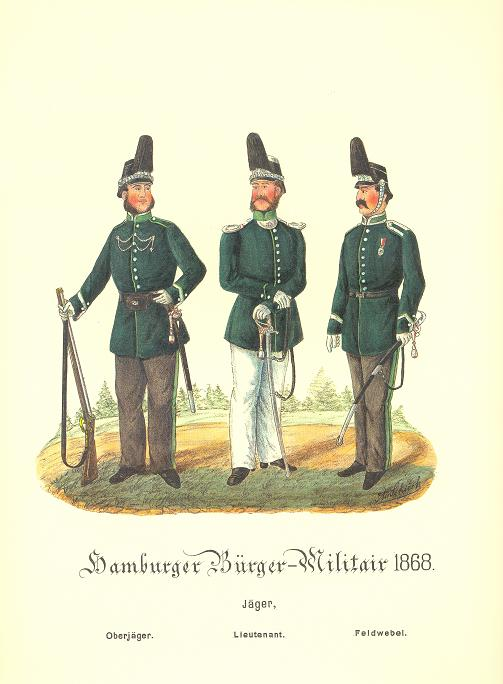
猟兵
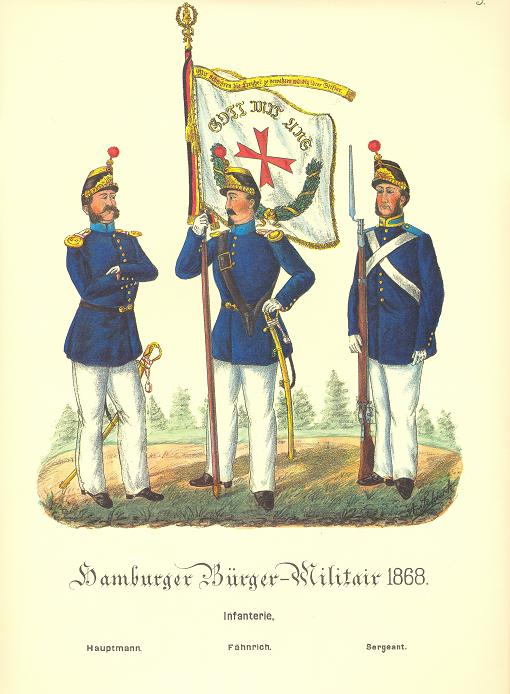
歩兵

## 市民軍と連邦軍派遣部隊の関係
二つの全く異なる軍が一つの町に存在する中、相互の緊張は避けられなかった。連邦軍派遣部隊の士官が市民軍の軍事的な質を低く評価していた一方、市民軍の士官は武装した市民としての特別な地位から優越感を抱いていたのである。人間に相応しいとは言えない宿舎に起居し、体罰に晒されていた連邦軍の兵士に対し、市民軍の兵卒までもが同じような感情を持っていた。市民はドイツ連邦軍を市参事会の親衛隊と見ていたので高く評価していなかった反面、市民軍は市民の自由を守る存在として声望を集めていたのである。連邦兵は市民軍に比べてしばしばより乱暴に振る舞い、比較的に銃器の使用も頻繁だったので、市民軍は何よりも1830年9月の騒乱において市民から連邦軍に勝る人気を博した 。
どうあれ連邦派遣部隊によって仕向けられた従属に、市民軍は早期から上手く抵抗している。1823年10月18日の観兵式の際、市の司令官および守備隊長が大佐として、市民軍の指揮官を務めていた少佐より高い階級を理由に双方の部隊の指揮を執ろうとしたことは、「市民軍の士官にとって、とんでもない挑発に思えた。職業軍人の指揮下に入ることは、彼らの身分意識を傷つけたのである。」この問題に対し市民軍が一貫した態度を保った事実は、「市民軍が市政の場においても力を持つ要素の一つであったこと」を裏付けている。
この緊張は1835年、兵役義務が連邦軍派遣部隊にも課せられることで、これが雇用関係の代わりに兵役義務に基づく組織に変わるまで緩まなかったのである。

## 市民軍の意義と社会構造
市民軍はハンブルクにおいて重要な要素の一つであった。それは一時、政治の場で侮れない役割を演じている。特に市民の諸権利の保証人であるという自意識は、市政の上で市民軍が担っていた重要な課題と相まって、政治的な決定に少なからず影響を及ぼした。
プロイセン軍と異なり、個人を社会の指導層の一員に押し上げたのは軍への所属ではない。ハンブルクで指導的な役割を演じた集団は商人であり、将校団において多数を占め、大隊単位で創設されていた数々の士官協会（Offiziersverein）で普段から連絡を取り合っていた 。
士官はその権威を特定階級への帰属意識にではなく、厳密に市民的な意味で自身の業績、教育と説得力に求めたのである。市民軍士官の名誉は不可分であった。その規律は士官の完璧性にかかっていたので、将校の名誉毀損については勤務においても私生活においても差が設けられることがなかった。
市民軍において、決闘は名誉回復の手段として認められていた。また同軍はある種の軍団精神（Corpsgeist）に支配されており、それはあらゆる面において逸脱者の排除を求めるものであった 。士官は時とともに、市民軍自体の柱石となったのである。彼らが士官協会で培った集団意識は、彼らが名誉に関して職業軍人と同様の考え方を担っていたことからしばしば明確となった。また商人としての信用が尊ばれ、破産に陥った者は士官の階級を失った。
将校団で多数を占めたのは、ハンブルクで指導的な遠距離貿易商の一団である。小市民層や下流層に属する者が市内で法的な地位を向上させたければ、自身の市民権を購入する必要があった。その条件を構成したのは市民軍への参加資格と、ハンブルク市民宣誓 (de:Hamburger Bürgereid) の一部でもあった、市の防衛義務である。しかし、制服と装備の自弁は多大な出費となった。特に費用がかかったのは、騎兵の制服と装備である。
士官の場合、制服の金属製の部分は全て鍍金されていた。制服の費用の差は、同時に市民軍の所属者の多くに昇進する機会の制限を設けることとなり、この義勇軍において社会的な区分を促進した。その一方で市民軍士官の制服は、裕福になったが旧来の商家の出身でないハンブルク市民に、彼らと競走する機会をもたらす。そのため議員のフェルディナント・レーイス (de:Ferdinand Laeisz) は市議会で市民軍の解散が討議された際、市民軍の信奉者の多くが「社会において享受している高い地位」は、市民軍に負うものであると述べた。
また、それ以外でも同義勇軍では砲兵科、猟兵科および騎兵科と、歩兵科との間に歴然とした差があった。さらに入隊志願者は選抜された。騎兵科の志願者は評判に非の打ち所がなく、「熟練した騎手」でなくてはいけない。また騎乗用の馬（貸与された馬や、牽引用の馬は禁止されていた）を所有し、トランペット手の装備費や馬の飼育費を分担する必要があった。「これらの彫像は、明確にしている。（中略）軍務を果たすため、義勇軍に採用される上で何が本当に重要であったのかを。それは充分な資金の所有である。」「騎兵科とは、負担の頂点を意味していた。」そのため騎兵科は主として商家の子弟で占められ、終いには「非常に豪華なウーラン用のチャプカ帽 (Czapka) 、サーベルとピストル2丁を伴う武装」および騎馬の負担に耐えられる112名しか残らなかった。

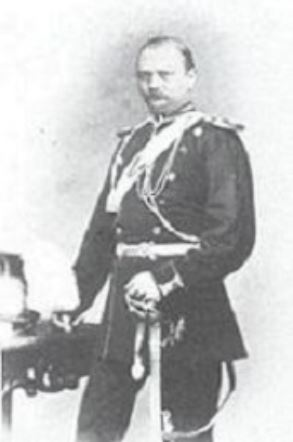
騎兵少尉の制服を着たカール・ヤウホ (1828年–1888年)

## 市民軍の参加者

### 騎兵科
括弧内は原文ママ。
- アドルフ・ゴーデフロイ (de:Adolph Godeffroy) （1814年-1895年）、騎兵大尉 (Rittmeister) 。
- カール・ヤウホ (de:Jauch) （1828年-1888年）、中尉。
- モーリッツ・ヤウホ、中尉（アウグステ・ヤウホ (de:Auguste Jauch) の夫）。
- エルンスト・フォン・メルク男爵 (Ernst Freiherr von Merck) 、騎兵大尉および騎兵指揮官。

### その他の兵科
- カール・エドゥアルト・アーベントロート (de:Carl Eduard Abendroth) （1804年-1885年）、参謀本部付少佐。
- ゲオルク・ハインリヒ・バルハイマー (de:Georg Heinrich Ballheimer) （1796年-1874年）、第6大隊の次席少佐。
- カール・テオドーア・バントマン (de:Carl Theodor Bandmann) （1852年-1859年）、第4大隊の少佐。
- ヴィルヘルム・ゴスラー (de:Wilhelm Goßler) （1811年-1895年）、参謀本部付副官。
- ゲオルク・フェルディナント・クンハルト (de:Georg Ferdinand Kunhardt) （1824年-1895年）、大尉。
- ダーヴィット・クリストファー・メットラーカンプ (de:David Christopher Mettlerkamp) （1774年-1850年）、中佐および市民軍司令。
- ヘルマン・ペルヒャウ (de:Hermann Poelchau) （1817年-1871年）、第6大隊の大尉。
- ヨハン・クリスティアン・ゼーレ (de:Johann Christian Söhle) （1801年-1871年）、第3大隊の次席少佐。
- ヨハン・シュターマー (de:Johann Stahmer) （1811年-1896年）、大尉。

## 文献
（ドイツ語版の記事に挙げられていたもので、翻訳者が項目の作成にあたり、閲覧したものではありません。）
- Ulrich Bauche, Abschied vom Bürgermilitär, Beilage zur Hamburgensien-Mappe Hamburger Leben, zehnter Teil, Hamburg 1976
- L. Behrends, Kosten des Erwerbs des Kleingbürgerrechts durch einen Nicht-Hamburger und der Uniformierung als Bürgergardist (1844)、 Mitteilungen des Vereins für Hamburgisches Geschichte, Hamburg 1912所収。
- Hans-Hermann Damann, Militärwesen und Bürgerbewaffnung der freien Hansestädte in der Zeit des Deutschen Bundes von 1815–1848, Diss., Hamburg 1958
- Andreas Fahl, Das Hamburger Bürgermilitär 1814–1868, Berlin und Hamburg 1987
- F.H.W. Rosmäsler, Hamburgs Bürger-Bewaffnung, in fünf und dreisig Figuren dargestellt, Hamburg 1816
- W. Schardius, Heitere und ernste Erinnerungen aus den Dienstjahren eines ehemaligen Stabs-Officiers des Hamburger Bürger-Militairs, Hamburg 1881
- Franz Thiele; Hamburgisches Bürgermilitär 1848/49. Schicksalsjahre einer fast vergessenen Bürgertruppe, Hamburg 1974 (Maschinenschrift)